# Friederike Maier

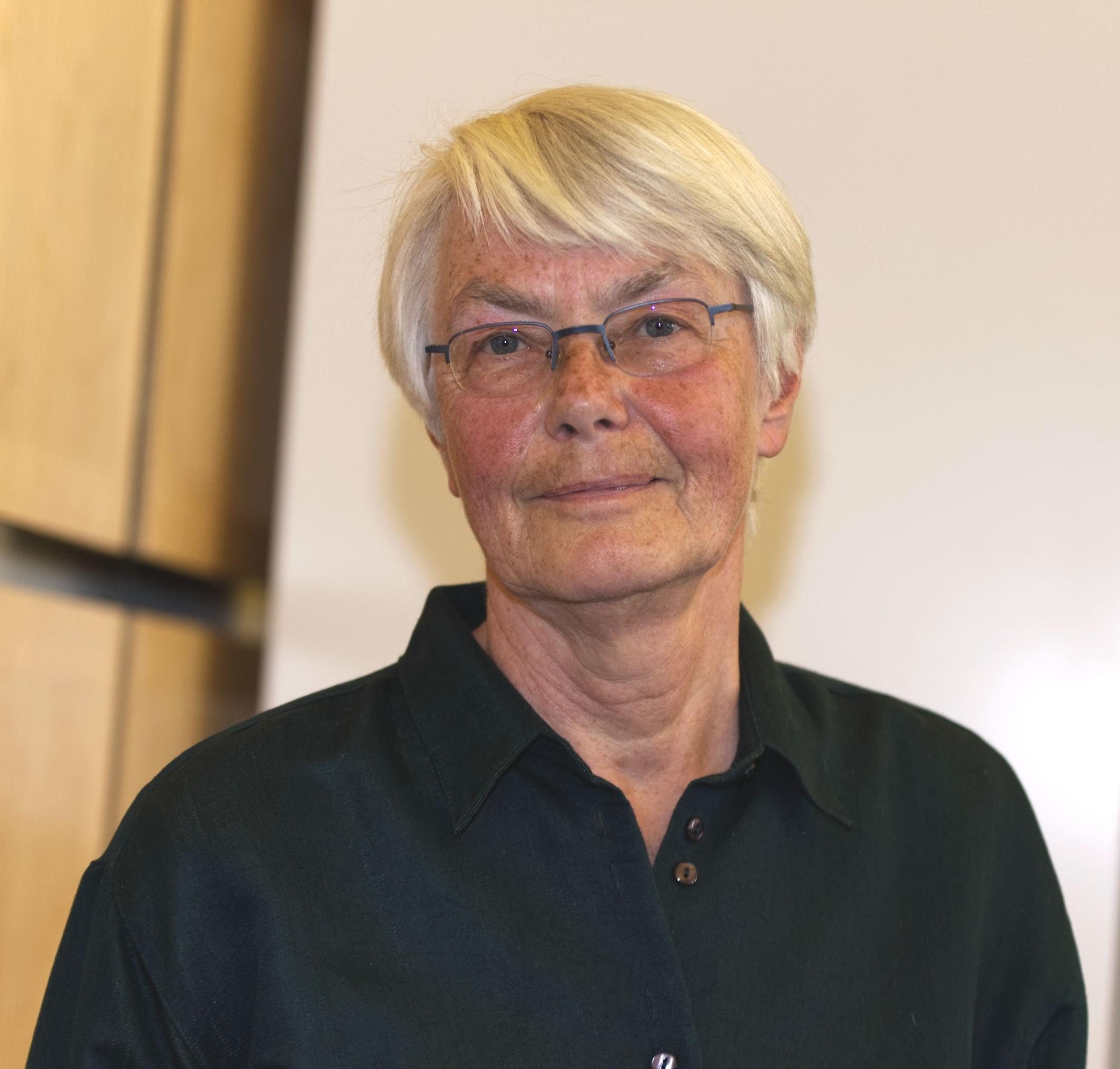
Friederike Maier (2022)

Friederike Maier (geboren 29. Juni 1954 in Freiburg im Breisgau) ist eine deutsche Volkswirtin und Arbeitsmarktforscherin. Sie lehrte als Professorin von 1992 bis 2017 an der Hochschule für Wirtschaft und Recht Berlin im Fachbereich Wirtschaftswissenschaften und war Direktorin des Harriet-Taylor-Mill-Instituts für Ökonomie und Geschlechterforschung. Sie ist Expertin für geschlechtsspezifische Aspekte in der Ökonomie und war als Gutachterin für die Europäische Kommission sowie für die OECD im Bereich Arbeitsmarkt und Sozialpolitik tätig.

## Leben und beruflicher Weg
Friederike Maier schloss 1978 ihr Studium an der FU Berlin als Diplomvolkswirtin ab. Von 1980 bis 1992 war sie als wissenschaftliche Mitarbeiterin am Wissenschaftszentrum Berlin tätig und befasste sich vorrangig mit Themen im Bereich Arbeitsmarkt und Beschäftigung. Während dieser Zeit arbeitete sie an ihrer Dissertation und wurde 1987 an der Freien Universität Berlin zur Dr. rer. pol. promoviert. Im Jahr 1992 wechselte sie in die Lehre an der Hochschule für Wirtschaft und Recht, ehemals Fachhochschule für Wirtschaft, im Fachbereich Wirtschaftswissenschaften. Sie war Professorin für Volkswirtschaftslehre mit dem Schwerpunkt Verteilung und Sozialpolitik. Am Harriet-Taylor-Mill-Institut für Ökonomie und Geschlechterforschung, dem bundesweit ersten Institut für ökonomische und geschlechterbezogene Forschung einer wirtschaftswissenschaftlichen Hochschuleinrichtung, an dem disziplinübergreifend Ökonomie und Geschlechterverhältnis sowie Geschlecht in Recht und Verwaltung geforscht wird, war sie seit dessen Gründung im Jahr 2001 in leitender Funktion, zuletzt als Direktorin. Zusätzlich wirkte sie an der Hochschule als Studiendekanin und war von 2012 bis 2016 Vizepräsidentin der HWR Berlin, zuständig für die Ressorts Forschung und Wissenstransfer.
Im Jahr 2017 wurde Friederike Maier emeritiert.
In Würdigung ihrer Leistungen als Wissenschaftlerin und Forscherin wurde ihr anlässlich der Wissensstadt Berlin 2021 im Rahmen der Ausstellung „Berlin – Hauptstadt der Wissenschaftlerinnen“ eine Ausstellungstafel gewidmet.

## Forschungsschwerpunkte
Friederike Maier hat sich als Volkswirtin in ihrer Forschung auf geschlechtsspezifische Aspekte in der Ökonomie fokussiert und zahlreiche Forschungsprojekte durchgeführt und geleitet. Sie ist Expertin für Arbeitsmarkttheorie und -politik, für Verteilungstheorie und -politik, Ökonomische Theorie und Geschlechterverhältnis, Sozialpolitik sowie geschlechtsspezifische Aspekte in der Ökonomie.
Maier führte zusammen mit Andrea-Hilla Carl und Dorothea Schmidt von 2002–2004 das DFG-geförderte Projekt „Ökonominnen und Ökonomen – Zum sozialen Wandel wirtschaftsbezogener wissenschaftlicher Disziplinen und Berufsfelder in Deutschland 1949–2000“ durch. Der Fokus dieses Projekts lag auf der Erforschung der anwachsenden Feminisierung wirtschaftswissenschaftlicher Ausbildungsgänge in Deutschland in diesem Zeitraum. Gemeinsam mit Brigitte Young, Diane Elson und Isabella Bakker widmete sie sich 2009–2010 in einem Forschungsprojekt der makroökonomischen Entwicklung im Geschlechterverhältnis. 2011–2012 forschte sie zusammen mit Janneke Plantenga von der Universität Utrecht und Colette Fagan von der University of Manchester für das Europäische Gleichstellungsinstitut in Vilnius zu Grundlagen für einen europäischen Gleichstellungsindex. In einem Forschungsprojekt 2016–2017 untersuchte sie in Kooperation mit der Antidiskriminierungsstelle des Bundes mit Andrea-Hilla Carl, Andrea Jochmann-Döll und Karin Tondorf, wie die ökonomische Eigenständigkeit von Frauen und Männern durch den Einsatz von Gleichbehandlungs-Checks gefördert werden könne.

## Mitgliedschaften und Ehrenämter
- 1990 – 1996 Mitglied und stellvertretende Vorsitzende im Arbeitskreis Sozialwissenschaftliche Arbeitsmarktforschung e.V.
- 1992 – 2012 Deutsche Expertin im Netzwerk „Gender Equality and Employment“ der Europäischen Kommission
- 2000 Gründungsmitglied von efas – Das Ökonominnen-Netzwerk
- Mitglied in der European Association of Labour Economists (EALE) sowie der International Association of Feminist Economists (IAFFE)

## Publikationen und Schriften (Auswahl)

### Monografien
- mit Andrea-Hilla Carl & Dorothea Schmidt: Auf halbem Weg: Die Studien- und Arbeitsmarktsituation von Ökonominnen im Wandel. Nomos, Baden-Baden 2008, ISBN 978-3-8452-6780-7.

### Herausgeberschaften
- Friederike Maier, Angela Fiedler (Hrsg.): Gender Matters. Feministische Analysen zur Wirtschafts- und Sozialpolitik. FHW Forschung 42/43, Edition Sigma, Berlin 2002, ISBN 978-3-89404-791-7.
- Friederike Maier, Angela Fiedler (Hrsg.): Verfestigte Schieflagen. Ökonomische Analysen zum Geschlechterverhältnis. Edition Sigma, Berlin 2008, ISBN 978-3-89404-558-6.

### Wissenschaftliche Beiträge
- Frauenbeschäftigung und Geschlechterverhältnisse – ein europäischer Vergleich. In: Ulla Knapp (Hrsg.): Beschäftigungspolitik für Frauen in der Region. Leske und Budrich, Opladen 1996, ISBN 978-3-8100-1668-3.
- Gibt es eine frauenpolitische Wende durch die europäische Beschäftigungsstrategie? In: Silke Bothfeld, Sigrid Gronbach, Barbara Riedmüller (Hrsg.): Gender Mainstreaming – eine Innovation in der Gleichstellungspolitik. Campus Verlag, Frankfurt/New York 2002, ISBN 3-593-37038-7.
- Ökonomische Arbeitsmarktanalyse und Geschlechterverhältnisse. In: Claudia von Braunmühl (Hrsg.): Etablierte Wissenschaft und feministische Theorie im Dialog. Berliner Wissenschaftsverlag, Berlin 2003, ISBN 978-3-8305-0346-0.
- Erfolgreiche Erwerbsintegration bei anhaltender Ungleichheit – Die Berufssituation von Wirtschaftsakademikerinnen zu Beginn des 21.Jahrhunderts. In: Yvonne Haffern, Beate Krais (Hrsg.): Arbeit als Lebensform? Campus Verlag, Frankfurt/New York 2008, ISBN 978-3-593-38736-9.
- Macroeconomics Regimes in OECD Countries and the Interrelation with Gender Orders. In: Brigitte Young, Isabella Bakker, Diane Elson (Hrsg.): Questioning Financial Governance from a Feminist Perspective. (Routledge, IAFFE Advances in Feminist Economics, Bd. 9). Taylor & Francis, London/New York, 2011 (engl.), ISBN 978-0-415-67669-4.
- Die aktuelle Finanz- und Wirtschaftskrise – Perspektiven für die Geschlechterpolitik der EU. In: Margret Krannich, Susanne Rauscher, Mechthild Veil (Hrsg.): Das gefühlte und das proklamierte Europa. Impulse und Barrieren der europäischen Genderpolitik. Jahrbuch der Heinrich-Böll-Stiftung Hessen. Klartext Verlag, Essen 2011, ISBN 978-3-8375-0498-9.
- Ist Vollbeschäftigung für Männer und Frauen möglich? In: Aus Politik und Zeitgeschichte (Hrsg.): Vollbeschäftigung? Bundeszentrale für politische Bildung, 62. Jahrgang, 14–15/2012 vom 2. April 2012.
- Geschlechteraspekte der Einkommensbesteuerung im internationalen Vergleich. In: Ulrike Spangenberg, Maria Wersig (Hrsg.): Geschlechtergerechtigkeit steuern – Perspektivenwechsel im Steuerrecht. Edition Sigma, Berlin 2013, ISBN 978-3-89404-797-9.
- Europäische Politiken zur Gleichstellung – nur noch schöne Worte? In: WSI-Mitteilungen, Jg. 68, Heft 1, 2015, ISSN 0342-300X.
- Gender Matters: Schnittmengen feministischer und (post-)keynesianischer Analyse. In: Achim Truger, Eckhard Hein, Michael Heine, Frank Hoffer (Hrsg.): Monetäre Makroökonomie, Arbeitsmärkte und Entwicklung. Festschrift. Metropolis Verlag, Marburg 2016, ISBN 978-3-7316-1229-2.
- Wirtschaftswissenschaften: Entwicklungen der feministischen Ökonomik. In: Beate Kortendiek, Birgit Riegraf, Katja Sabisch (Hrsg.): Handbuch Interdisziplinäre Geschlechterforschung. Band 1, Springer VS, Wiesbaden 2019, ISBN 978-3-658-12495-3, S. 643–650
- mit Dorothea Schmidt: Das Gespenst der Care-Krise – ein kritischer Blick auf eine aktuelle Debatte. In: PROKLA. Verlag Westfälisches Dampfboot, Heft 195, 49. Jg. 2019, Nr. 2, ISBN 978-3-89691-395-1, S. 239–258